# FUS Rabat
FUS Rabat (arab. اتحاد الفتح الرياضي الرباطي) to marokański klub piłkarski z miasta Rabat. W sezonie 2025/2026 występuje w marokańskiej ekstraklasie. Został założony 10 kwietnia 1946 roku i domowe spotkania rozgrywa na stadionie Stade de FUS. Klub 'Le Fath Union Sport de Rabat' posiada również inne sekcje, m.in. koszykówki i szachów.

## Sukcesy
- GNF 1
  - Wicemistrzostwo : 1973, 1974, 1981, 2001

- Puchar Maroka
  - Zwycięstwo : 1967, 1973, 1976, 1995
  - Finalista : 1960

- GNF 2
  - Mistrzostwo : 1962, 1998, 2007

## Występy w rozgrywkach CAF
- Afrykański Puchar Zdobywców Pucharów:

1996 - Ćwierćfinał
- Afrykański Puchar Konfederacji:

2010 - Wygrana, po finałowym zwycięstwie w dwumeczu z tunezyjskim Sfaxien (0:0 i 3:2)